# ليزلي سانتوس
ليزلي سانتوس (بالصينية: 山度士) (20 يوليو 1967 هونغ كونغ الصين - ) هو لاعب كرة قدم صيني يلعب كلاعب وسط.

## وصلات خارجية
ليزلي سانتوس على موقع الاتحاد الدولي (مؤرشف)  (الإنجليزية)
- ليزلي سانتوس على موقع قاعدة بيانات كرة القدم.إي يو (الإنجليزية)
- ليزلي سانتوس على موقع ناشيونال فوتبول تيمز (الإنجليزية)